# Reshma Mangre
Meta Malti Randjana Reshma Sewnundun-Mangre is een Surinaams vakbondsleider en politicus. Ze werkt sinds circa 2000 bij de Bond van Leraren (BvL) en sinds de oprichting in 2016 ernaast ook voor de Alliantie voor Leerkrachten in Suriname (ALS). Sinds 2019 is ze voorzitter van beide organisaties. In 2020 werd ze lid van de Vooruitstrevende Hervormings Partij (VHP). Tijdens de verkiezingen van 2020 kandideerde ze op de lijst van Wanica en werd ze gekozen tot lid van DNA.

## Biografie

### Vakbondsleider
Mangre werd rond het jaar 2000 actief voor de Bond van Leraren. Ze was shopsteward en hield zich in die jaren op de achtergrond, met Wilgo Valies op de voorgrond als voorzitter. Ze heeft een lesbevoegdheid en studeerde om die uit te breiden naar een universiteitsbevoegdheid, toen Valies haar vroeg om zitting te nemen in het bestuur van de bond.
In 2016 was ze met Valies en andere bestuursleden van de BvL een van de oprichters van de Alliantie voor Leerkrachten in Suriname. Deze bond richtten ze op uit onvrede met het beleid van voorzitter Marcelino Nerkust van de Federatie van Organisaties van Leerkrachten (FOLS). Tijdens de proclamatie werd als doel uitgesproken om de BvL uiteindelijk op te laten gaan in de ALS. Mangre werd secretaris van de nieuwe bond; Valies was ook hier de voorzitter.
Rond 2018 werd ze door Valies gevraagd om het voorzitterschap van beide bonden van hem over te nemen. Dit gebeurde op 8 januari 2019. In Surinaamse onderwijs werken rond de elf duizend leerkrachten.
Haar eerste grote klus diende zich aan toen de communicatie tussen de waarnemend directeur van het NATIN en de docenten problematisch verliep, waardoor leerlingen in de knel dreigden te raken. Ze stuurde eerst een brief naar de minister van Onderwijs en – toen ze van haar geen antwoord kreeg – daarna een naar de president. Toen ook van hem geen antwoord kwam, besloot ze in te grijpen met een beraad van de leerkrachten op de locatie van het NATIN, waardoor de lessen vanaf 10 uur 's ochtends moesten worden gestaakt. Hierna schreef de directeur een communicatieplan en werd de communicatie gestructureerd. Binnen een paar dagen na haar handelen kreeg ze de bijnaam Iron Lady.

### Entree in de politiek
Begin maart 2020 maakte ze bekend dat ze de VHP actief zou gaan ondersteunen, onder meer met een kandidatuur op de VHP-lijst tijdens de verkiezingen van dat jaar. Kort daarna liet ook Cheryl Dijksteel, directeur maatschappijwetenschappen aan de AdeKUS, weten verkiesbaar te zijn voor de VHP. Volgens partijleider Chan Santokhi zouden beide tot het dreamteam van het electoraat behoren.
Binnen de ALS liep haar kandidatuur uit op een bestuurscrisis. Vier boze bestuursleden uitten hun grieven over Mangre via de media, waarop Mangre antwoordde dat het verzinsels zouden zijn. Vervolgens deed ze aangifte tegen de bestuursleden en werden die een maand later verhoord op het politiebureau.
Het voorzitterschap van de bonden kondigde ze aan voort te blijven zetten tot in elk geval de bestuursverkiezingen van augustus 2020. Deze verkiezingen werden uiteindelijk afgeblazen, waardoor ze aanbleef als voorzitter.
Tijdens de verkiezingen verwierf ze een zetel in DNA. Medio december 2024 kondigde ze haar vertrek uit de politiek en de vakbeweging aan om aan de slag te gaan als commercieel onderdirecteur bij Havenbeheer Suriname.